# فيرديانسياه
فيرديانسياه (بالإندونيسية: Ferdiansyah)‏ (13 فبراير 1983 بمالانغ في إندونيسيا - ) هو لاعب كرة قدم إندونيسي في مركز حراسة المرمى. لعب مع برسيبورا جايابورا وبيرسما مانادو وPersiter Ternate ‏.

## روابط خارجية
- فيرديانسياه على موقع قاعدة بيانات كرة القدم.إي يو (الإنجليزية)
- فيرديانسياه على موقع Soccerway.com (الإنجليزية)